# 千葉県民の日
千葉県民の日（ちばけんみんのひ）とは、日本の千葉県が1984年に制定した記念日のひとつで、毎年6月15日である。

## 経緯
1873年（明治6年）6月15日、木更津県（房総半島南半分）と印旛県（房総半島本州側部分）が合併して、千葉県が誕生、千葉郡千葉町（現在の千葉市中央区本千葉町）に千葉県庁が設置された。この日を由来として、一般公募により選ばれ、1984年（昭和59年）に記念日として制定された。
県条例において「県民の皆さんがふるさとを愛し、豊かな千葉県を築くことを期する日」と定義されている。

## 催事など
- 千葉県の公立学校[3]などが休みであり、千葉県民のみの休日である。また、その日を記念して、県内の施設等が入場料無料、又は割引となる。
- 制定からしばらくは幕張メッセにおいて「ちば県民まつり」が大規模に開催されていた。いったん休止されたものの、2015年には再開された。
- 2020年6月15日の県民の日については新型コロナウイルスの影響により授業進度に著しい影響が及んでいるため、千葉県の公立学校は登校日となった。また、一部の私立学校も登校日となった学校もある[4][5]。